# دوپیر پایین
دوپیر پایین (به انگلیسی: Dubair Pain) یک منطقهٔ مسکونی در پاکستان است که در خیبر پختونخوا واقع شده‌است.